# بخش آراگو، شهرستان هوبارد، مینه سوتا
بخش آراگو (به انگلیسی: Arago Township) یک منطقهٔ مسکونی در ایالات متحده آمریکا است که در شهرستان هابارد، مینه‌سوتا واقع شده‌است.
 بخش آراگو ۹۱٫۶ کیلومتر مربع مساحت و ۵۸۶ نفر جمعیت دارد و ۴۴۸ متر بالاتر از سطح دریا واقع شده‌است.